# コルチコステロン-18-モノオキシゲナーゼ
コルチコステロン-18-モノオキシゲナーゼ（corticosterone 18-monooxygenase）は、ステロイドホルモン生合成酵素の一つで、次の化学反応を触媒する酸化還元酵素である。
コルチコステロン + 還元型アドレナルフェレドキシン + O2 {\displaystyle \rightleftharpoons } 18-ヒドロキシコルチコステロン + 酸化型アドレナルフェレドキシン + H2O
この酵素の基質はコルチコステロン、還元型アドレナルフェレドキシンとO2で、生成物は18-ヒドロキシコルチコステロン、酸化型アドレナルフェレドキシンとH2Oである。
組織名はcorticosterone,reduced-adrenal-ferredoxin:oxygen oxidoreductase (18-hydroxylating)で、別名にcorticosterone 18-hydroxylase、corticosterone methyl oxidaseがある。